# Khormusan
Het Khormusan is een archeologische cultuur van de Later Stone Age in Zuid-Egypte en Noord-Soedan. Ze bestond van 55.000-45.000 v.Chr. (volgens anderen echter 45.000-20.000 v.Chr.), waarna ze opgevolgd werd door andere plaatselijke culturen. Ze is vernoemd naar een vindplaats bij Wadi Halfa, Soedan. Het is de voorloper van de epipaleolithische Halfacultuur.
Men hield zich bezig met jacht, verzamelen en visvangst, Zoals blijkt uit het grote aantal overblijfselen van vissen, groot wild, gazellen, knaagdieren en vogels. Men vervaardigde gereedschappen uit een veelvoud van materialen zoals steen, beenderen en hematiet, schrabbers, priemen, pijlpunten van ijzererts, zandsteen, kwarts en ryoliet, chalcedoon, agaat en versteend hout.
De bevolking was waarschijnlijk afkomstig uit de door klimaatschommelingen droger wordende Sahara.